# Excelsior! (film)
Excelsior! è un cortometraggio del 1901, diretto da Georges Méliès.

## Trama
Un illusionista esegue i propri trucchi con l’aiuto di un assistente: oggetti e persone appaiono e scompaiono. Alla fine l’illusionista si eleva in aria, e, mentre sta ricadendo a terra, viene preso al volo da se stesso.